# نيكولاس أورتيز (لاعب كرة قدم)
نيكولاس أورتيز (بالإسبانية: Nicolás Ortiz) (4 مارس 1995 في الأرجنتين - ) هو لاعب كرة قدم أرجنتيني في مركز الدفاع. لعب مع جيمناسيا لابلاتا.

## وصلات خارجية
- نيكولاس أورتيز على موقع قاعدة بيانات كرة القدم.إي يو (الإنجليزية)
- نيكولاس أورتيز على موقع Soccerway.com (الإنجليزية)